# 金剛力王
金剛力王（日语：コンゴウリキシオー），是愛爾蘭出生的日本純種競賽馬匹。生涯活躍於一哩至中距離賽事，曾勝出如月賞、金鯱賞、讀賣盃及杜若紀念，亦於安田紀念跑獲亞軍。

## 出賽前
2002年3月27日出生於愛爾蘭一個由當地人Pacello Swersky管理的牧場，成長途中被日本馬主金岡久夫購入。
其後交由栗東訓練中心練馬師山內研二訓練。

## 競賽生涯

### 2歲
2004年12月19日出戰阪神競馬場競馬場2歲新馬戰，保持於領放位置下一直帶領馬群進入直路，但稍為力弱下被後方的大震撼追過取得第二。

### 3歲
2005年緊接於1月出戰3歲未勝利戰，比賽初段保持於第二的位置下於直路瞬間透出，最終以2 1/2馬位優勢取得首勝。
其後出戰條件戰楠木賞，比賽初段出閘迅速下隨即貼欄進行領放，並於帶出對前置馬而言有利的前1000米60.4秒慢步速。進入直路後，其繼續發揮餘力於內欄位置衝刺，最終彈離後方5馬位取得連勝。
2月13日出戰如月賞，為其首次挑戰分級賽。比賽開始後，其選擇於Makihata Cermet及Silk Nexus後方位置推進，於比賽途中一直維持穩定的走勢。進入直路後，其隨即開步展開追擊，於中段位置超越力弱的Silk Nexus繼續朝前方加速，最終於最後關頭以鼻位優勢壓贏Makihata Cermet，以三連勝的姿態奪得首個分級賽冠軍。
贏得如月賞後出戰每日盃，本次比賽繼續運用如月賞時的戰術，但於直路上未能追上Cosmo Austin下，再被從後而上的玫瑰十字超越，最終以第三告負。
但其後未能於經典戰線中取得優秀戰績，於皋月賞中跑獲第十六，雖然其後於京都新聞盃稍為回復狀態取得第五，但於正賽東京優駿（日本打吡）再度失準以第十一完賽。
稍為休養後，陣營決定安排其轉戰泥地賽事，但於日本泥地打吡中因未能衝出僅跑獲第七，出戰打吡大獎賽就因於途中搶口而未能於直路發揮表現，以第四落敗。

### 4歲
2006年於4月復出並回歸草地賽事，以公開賽四月錦標作為目標。比賽開始後，其選擇進佔前方位置並進行領放，於直路上嘗試堅守位置，但最終被轟出優秀末腳速度的Machikane Kirara超越取得第二。
5月6日出戰新潟大賞典，再度採用領放戰術，然而後段受到新潟競馬場草地2000米外圈賽道直路較長的特點影響，未能堅守自身的位置，最終僅跑獲第九。
其後出戰金鯱賞，首次搭配岩田康誠出戰，比賽開始後，其雖然於第10檔最外檔位置起步，但仍然逐步貼近內欄位置並展開領放，於比賽途中一直和後方賽駒維持1馬位的距離。進入直路後，其以優秀的反應嚮應騎師岩田的指揮加速，最終早早透出下成功阻止Rosenkreuz的攻勢，以3馬位優勢取得時隔1年3個月的冠軍。
贏得金鯱賞後，其並未前往放草，而是於7月繼續挑戰分級賽並維持穩定的表現，於七夕賞及小倉紀念中分別取得第二及第五。
進入秋季後，其以朝日挑戰盃作為起動戰，賽前取得第一人氣，但於比賽途中未能一放到底，直路末段被Trillion Cut稍為壓制，最終以頸位差距敗於對手。
10月1日，其以公開賽港灣人工島錦標作為調整，繼續採用領放戰術下於直路一直堅守位置，最終於最後關頭成功頂住Easter的壓力，以鼻位優勢險勝。

### 5歲
2007年3月4日出戰中京紀念作為首戰，然而大幅失速之下未能取得有何優勢，最終以第十二大敗。
4月14日調整後出戰讀賣盃，賽前因為前仗的大敗僅取得第二人氣。比賽開始後，其繼續無視較外檔起步的情況，迅速進佔內欄先頭位置展開領放，並以穩定的步速帶領馬群前進。進入直路後，其於內欄位置逐步加速上前並和後方的距離，最終跑出不俗的表現下成功抵擋東商變革的挑戰取得冠軍，亦以破場地記錄的1分32.2秒時間完賽。
緊接按照計劃出戰安田紀念，繼續進行領放之下嘗試於直路保持位置，雖然於最後關頭被大和主將趕過以頸位差距告負，但仍然成功拉開跑獲第三的歡欣起舞2 1/2馬位。
完成安田紀念後進入放草，於秋季復出出戰每日王冠，但於直路陷入不利局面下逐漸被其他賽駒超越，最終僅能跑獲一席第六。
其後陣營安排其遠征香港，目標為香港一哩錦標。比賽開始後，其仍然採取領放策略推進，但於最後直路力盡加上蹄鐵跌落下僅能以第九過終點完賽。

### 6歲
2008年於首兩戰均未能發揮表現，分別取得第十三及第七的戰績。
有鑑於此，陣營決定再度安排其前方泥地賽事作賽尋求突破，並以5月6日的杜若紀念作為目標。比賽開始後，其仍然使用自身擅長的領放戰術，於比賽途中逐步拉開後方賽駒的距離。進入直路後，其仍然於前方位置保持走勢，最終成功壓贏動力無限，再度取得分級賽冠軍。
然而其後出戰埼玉盃，於比賽初段因漏閘未能領放，於直路毫無表現下無法衝出，因而以第九落敗。
1星期後回歸草地賽事出戰安田紀念，卻因為比賽前段搶佔位置時消耗過多體力，於直路逐漸力弱，最終以第六落敗。
其後繼續於各項分級賽中挑戰，但均未能取得任何勝利，最佳戰績為於兵庫金盃中取得第四。

### 7歲
2009年其仍然現役，但仍然未能取得任何成績，於安田紀念取得尾二第十七的戰績後，陣營決定安排其退役。

### 詳細戰績
| 日期       | 舉辦國家/地區 | 馬場   | 距離   | 級別   | 賽事名稱       | 負重 | 騎師     | 馬號 | 出馬 | 名次 | 時間   | 頭馬（二馬）        |
| ---------- | ------------- | ------ | ------ | ------ | -------------- | ---- | -------- | ---- | ---- | ---- | ------ | ------------------- |
| 19/12/2004 | 日本          | 阪神   | 草2000 |        | 2歲新馬        | 55   | 佐藤哲三 | 9    | 2    | 2    | 2:04.5 | 大震撼              |
| 1/8/2005   | 日本          | 京都   | 草2000 |        | 3歲未勝利      | 56   | 藤田伸二 | 16   | 14   | 1    | 2:02.8 | （Broadcaster）     |
| 30/1/2005  | 日本          | 小倉   | 草1800 |        | 楠木賞         | 56   | 中館英二 | 10   | 7    | 1    | 1:48.2 | （Battle Fuerte）   |
| 13/2/205   | 日本          | 京都   | 草1800 | GIII   | 如月賞         | 56   | 藤田伸二 | 9    | 7    | 1    | 1:48.5 | （Makihata Cermet） |
| 26/3/2005  | 日本          | 阪神   | 草2000 | GIII   | 每日盃         | 57   | 藤田伸二 | 14   | 2    | 3    | 2:02.4 | 玫瑰十字            |
| 17/4/2005  | 日本          | 中山   | 草2000 | GI     | 皋月賞         | 57   | 藤田伸二 | 18   | 4    | 16   | 2:01.0 | 大震撼              |
| 7/5/2005   | 日本          | 京都   | 草2200 | GII    | 京都新聞盃     | 56   | 池添謙一 | 15   | 10   | 5    | 2:13.7 | 太陽祭              |
| 29/5/2005  | 日本          | 東京   | 草2400 | GI     | 東京優駿       | 57   | 池添謙一 | 18   | 9    | 11   | 2:25.6 | 大震撼              |
| 13/7/2005  | 日本          | 大井   | 泥2000 | 地方GI | 日本泥地打吡   | 56   | 藤田伸二 | 14   | 11   | 7    | 2:06.7 | 雷神精靈            |
| 19/9/2005  | 日本          | 盛岡   | 泥2000 | 地方GI | 打吡大獎賽     | 56   | 藤田伸二 | 12   | 7    | 4    | 2:06.5 | 雷神精靈            |
| 9/4/2006   | 日本          | 中山   | 草2000 | OP     | 四月錦標       | 56   | 後藤浩輝 | 10   | 2    | 2    | 2:00.0 | Machikane Kirara    |
| 6/5/2006   | 日本          | 新潟   | 草2000 | GIII   | 新潟大賞典     | 56   | 中舘英二 | 16   | 2    | 6    | 1:59.7 | 大隅草駒            |
| 27/5/2006  | 日本          | 中京   | 草2000 | GII    | 金鯱賞         | 57   | 岩田康誠 | 10   | 10   | 1    | 1:58.8 | （玫瑰十字）        |
| 9/7/2006   | 日本          | 福島   | 草2000 | GIII   | 七夕賞         | 57.5 | 岩田康誠 | 16   | 6    | 2    | 1:59.5 | Meisho Kaido        |
| 30/7/2006  | 日本          | 小倉   | 草2000 | GIII   | 小倉紀念       | 57.5 | 岩田康誠 | 13   | 4    | 5    | 1:58.3 | 急流                |
| 9/9/2006   | 日本          | 中京   | 草2000 | GIII   | 朝日挑戰盃     | 58   | 岩田康誠 | 12   | 11   | 2    | 1:57.4 | Trillion Cut        |
| 1/10/2006  | 日本          | 中京   | 草1800 | OP     | 港灣人工島錦標 | 58   | 和田龍二 | 11   | 3    | 1    | 1:47.3 | （Easter）          |
| 4/3/2007   | 日本          | 中京   | 草2000 | GIII   | 中京紀念       | 58.5 | 熊澤重文 | 16   | 14   | 12   | 1:58.2 | 玫瑰十字            |
| 14/4/2007  | 日本          | 阪神   | 草1600 | GII    | 讀賣盃         | 58   | 藤田伸二 | 15   | 11   | 1    | 1:32,2 | （東商變革）        |
| 3/6/2007   | 日本          | 東京   | 草1600 | GI     | 安田紀念       | 58   | 藤田伸二 | 18   | 5    | 2    | 1:32.3 | 大和主將            |
| 7/10/2007  | 日本          | 東京   | 草1800 | GII    | 每日王冠       | 58   | 藤田伸二 | 14   | 12   | 6    | 1:44.8 | 長山駿馬            |
| 9/12/2007  | 香港          | 沙田   | 草1600 | GI     | 香港一哩錦標   | 57   | 藤田伸二 | 13   | 1    | 9    | 1:35.6 | 好爸爸              |
| 2/3/2008   | 日本          | 中山   | 草1800 | GII    | 中山紀念       | 58   | 藤田伸二 | 16   | 6    | 13   | 1:48.7 | 結伴行              |
| 19/4/2008  | 日本          | 阪神   | 草1600 | GII    | 讀賣盃         | 58   | 藤田伸二 | 15   | 14   | 7    | 1:34.0 | 結伴行              |
| 6/5/2008   | 日本          | 名古屋 | 泥1400 | JpnIII | 杜若紀念       | 58   | 藤田伸二 | 12   | 3    | 1    | 1:27.1 | （動力無限）        |
| 28/5/2008  | 日本          | 浦和   | 泥1400 | JpnIII | 埼玉盃         | 58   | 藤田伸二 | 12   | 7    | 9    | 1:27.7 | 動力無限            |
| 9/6/2008   | 日本          | 東京   | 草1600 | GI     | 安田紀念       | 58   | 藤田伸二 | 18   | 10   | 6    | 1:33.5 | 伏特加              |
| 24/8/2008  | 日本          | 札幌   | 泥2000 | JpnII  | 札幌紀念       | 57   | 藤田伸二 | 11   | 2    | 10   | 2:00.4 | 好運卡達            |
| 13/9/2008  | 日本          | 札幌   | 泥1700 | JpnIII | 榆樹錦標       | 57   | 和田龍二 | 12   | 4    | 11   | 1:45.0 | Ferrari Pisa        |
| 13/10/2008 | 日本          | 盛岡   | 泥1600 | JpnI   | 一哩冠軍南部盃 | 57   | 藤田伸二 | 14   | 8    | 13   | 1:42.5 | Blue Concorde       |
| 25/10/2008 | 日本          | 東京   | 草1600 | GIII   | 富士錦標       | 57   | 柴田善臣 | 18   | 17   | 12   | 1:33.5 | Silent Pride        |
| 23/11/2008 | 日本          | 京都   | 草1600 | GI     | 一哩冠軍賽     | 57   | 李慕華   | 18   | 14   | 17   | 1:33.9 | Blumenblatt         |
| 25/12/2008 | 日本          | 園田   | 泥1400 | JpnIII | 兵庫金盃       | 58   | 藤田伸二 | 12   | 11   | 4    | 1:27.5 | 醒目飛鷹            |
| 5/1/2009   | 日本          | 京都   | 草1600 | GIII   | 京都金盃       | 58   | 藤田伸二 | 16   | 4    | 13   | 1:35.1 | 玉藻支援            |
| 10/5/2009  | 日本          | 京都   | 草1600 | OP     | 都大路錦標     | 57.5 | 木村健   | 18   | 3    | 4    | 1:33.3 | 音樂會              |
| 7/6/2009   | 日本          | 東京   | 草1600 | GI     | 安田紀念       | 57   | 戶崎圭太 | 18   | 11   | 17   | 1:35.5 | 伏特加              |

## 退役後
退役後，金剛力王並未入種，而是被送贈給予韓國，於韓國京畿道高陽市賽馬教育院休養，作為訓練馬使用。
2010年5月，其由訓練馬退役，但其後進入下落不明的狀態。
2018年11月30日，有消息指其經已死亡，但是否真實仍然不明。

## 血統簡介
父系星運時機為美國生產的愛爾蘭賽駒，生涯於短途賽事有優秀表現，曾勝出七月盃及楠索普錦標。祖父雷里耶夫爲加拿大著名種馬北地舞人子嗣，由於自身配種成績亦非常優秀，現已經確立成一支獨立的種馬系統。
母系Principium為美國馬匹，生涯無出賽記錄。外祖父Hansel為美國賽駒，生涯戰績優秀，曾勝出必利時錦標及貝蒙錦標。

### 血統表
| 父線：雷利耶夫系（北地舞人系）                                          |                                 |                   |               |
| 種馬 星運時機 1996年（棗色）                                            | 雷利耶夫 1977年（棗色）         | 北地舞人          | 新北區        |
| 種馬 星運時機 1996年（棗色）                                            | 雷利耶夫 1977年（棗色）         | 北地舞人          | Naltama       |
| 種馬 星運時機 1996年（棗色）                                            | 雷利耶夫 1977年（棗色）         | Special           | Forli         |
| 種馬 星運時機 1996年（棗色）                                            | 雷利耶夫 1977年（棗色）         | Special           | Thong         |
| 種馬 星運時機 1996年（棗色）                                            | Fire the Groom 1987年（深棗色） | 害羞新郎          | Red God       |
| 種馬 星運時機 1996年（棗色）                                            | Fire the Groom 1987年（深棗色） | 害羞新郎          | Runaway Bride |
| 種馬 星運時機 1996年（棗色）                                            | Fire the Groom 1987年（深棗色） | Prospector's Fire | 淘金者        |
| 種馬 星運時機 1996年（棗色）                                            | Fire the Groom 1987年（深棗色） | Prospector's Fire | Native Street |
| 繁殖雌馬 Principum 1996年（栗色）                                       | Hansel 1988年（棗色）           | 木人              | 淘金者        |
| 繁殖雌馬 Principum 1996年（栗色）                                       | Hansel 1988年（棗色）           | 木人              | Playmate      |
| 繁殖雌馬 Principum 1996年（栗色）                                       | Hansel 1988年（棗色）           | Count on Bonnie   | Dancing Count |
| 繁殖雌馬 Principum 1996年（栗色）                                       | Hansel 1988年（棗色）           | Count on Bonnie   | Buena Notte   |
| 繁殖雌馬 Principum 1996年（栗色）                                       | Nazoo 1988年（棗色）            | 尼真斯基          | 北地舞人      |
| 繁殖雌馬 Principum 1996年（栗色）                                       | Nazoo 1988年（棗色）            | 尼真斯基          | Flaming Page  |
| 繁殖雌馬 Principum 1996年（栗色）                                       | Nazoo 1988年（棗色）            | La Dame du Lac    | 圓桌武士      |
| 繁殖雌馬 Principum 1996年（栗色）                                       | Nazoo 1988年（棗色）            | La Dame du Lac    | Cosmah        |
| 雌系：Almahmoud系（號族：2-d）                                          |                                 |                   |               |
| 五代內近親交配：北地舞人 3×5×4、淘金者 4×4、天才舞者 5×5、Almahmoud 5×5 |                                 |                   |               |

## 命名由來
名字中，Kongo（コンゴウ）為馬主金岡久夫之冠名，出自其經營的公司金剛建設之名字，Rikishio（リキシオー）則於日語中，意思為「力士王」，香港因四字馬名限制，簡化為「力王」。

## 外部連結
- 金剛力王 netkeiba.com （页面存档备份，存于）
- 血統表 （页面存档备份，存于）